# Transit Time
『Transit Time』（トランジット・タイム）は、山崎まさよし通算2枚目のライブ・アルバム。2002年5月29日発売。発売元はポリドール。

## 解説
2001年8月14日から2002年2月3日まで、全国75会場89公演にて行われたコンサートツアー「Transit Time」のライヴ・テイクからセレクトした2枚組ライヴ・アルバム。ライブ・シングル「心拍数」（通常盤の他、9つの地域別期間限定生産盤と合わせた10作品）と同時発売。
前作となるオリジナルアルバム『Transition』の収録曲が多く、同アルバム収録曲12曲中10曲が本作に収録されている。

## 演奏
- 山崎まさよし：Vocals, Guitars, Harmonica & Percussions
- 中村キタロー：Bass, Keyboards & Percussions
- 江川ゲンタ：Drums, Turntable & Percussions
- 森俊之：Keyboards (Plastic Soul)
- 沼澤尚：Drums (Plastic Soul)

## 収録曲
- 全曲とも作詞・作曲: 山崎将義

### Disc 1
1. パンを焼く (6:19)
2. Sleeping Butterfly (5:28)
3. サーカス (4:05)
4. 水のない水槽 (8:08)
5. 心拍数 (6:01)
6. Super Suspicion (5:01)
7. ふたりでPARISに行こう (4:53)
8. 夏のモノローグ (5:04)
9. 区役所 (3:30)
10. 晴れた日と月曜日は (4:58)
11. 僕はここにいる (6:08)
12. コイン (3:49)

### Disc 2
1. タイム (6:25)
2. 琥珀色の向い風 (5:15)
3. ベンジャミン (4:33)
4. Passage (6:36)
5. ヌイチャイナ シンドローム (5:49)
6. 長男 (5:19)
7. ガムシャラ バタフライ (3:44)
8. 月明かりに照らされて (4:48)
9. アイデンティティー クライシス ～思春期の終わり～ (8:29)
10. Plastic Soul (8:06)
11. 明日の風 (6:08)

## 関連作品
- アレルギーの特効薬 - Disc 1 M-1・5 、Disc 2 M-8
- ステレオ - Disc 1 M-7・12
- HOME - Disc 2 M-3
- ステレオ2 - Disc 2 M-6
- ドミノ - Disc 1 M-4・11 、Disc 2 M-2・7
- SHEEP - Disc 2 M-4
- transition - Disc 1 M-2・3・5・6・8・9・10 、Disc 2 M-1・9・10・11
- BLUE PERIOD - Disc 1 M-4・5・11 、Disc 2 M-4・7・8・10・11
- OUT OF THE BLUE - Disc 2 M-5

## ツアー「Transit Time」
1. 松戸森のホール21 (2001.08.14)
2. 山梨県立県民文化ホール (2001.08.16)
3. 八王子市民会館 (2001.08.18)
4. 函館市民会館 (2001.08.21)
5. 苫小牧市民会館 (2001.08.22)
6. 釧路市民文化会館 (2001.08.24)
7. 帯広市民文化会館 (2001.08.25)
8. 北見市民会館 (2001.08.27)
9. 旭川市民文化会館 (2001.08.28)
10. Zepp Sapporo (2001.08.30)
11. Zepp Sapporo (2001.08.31)
12. 青森市文化会館 (2001.09.02)
13. 秋田県民会館 (2001.09.04)
14. 水沢市文化会館Zホール (2001.09.05)
15. 盛岡市民文化ホール (2001.09.07)
16. 山形県県民会館 (2001.09.09)
17. 鶴岡市文化会館 (2001.09.10)
18. 會津風雅堂 (2001.09.12)
19. 福島県文化センター (2001.09.13)
20. Zepp Sendai (2001.09.15)
21. Zepp Sendai (2001.09.16)
22. 群馬音楽センター (2001.09.19)
23. 宇都宮市文化会館 (2001.09.20)
24. 大分文化会館 (2001.09.23)
25. 佐賀市文化会館 (2001.09.25)
26. 長崎ブリックホール (2001.09.26)
27. 宮崎市民文化ホール (2001.09.28)
28. 熊本市民会館 (2001.09.30)
29. 鹿児島市民文化ホール第一 (2001.10.01)
30. 沖縄コンベンションセンター (2001.10.04)
31. Zepp Fukuoka (2001.10.07)
32. Zepp Fukuoka (2001.10.08)
33. 荒尾総合文化センター (2001.10.10)
34. 京都会館第一ホール (2001.10.13)
35. 守山市民ホール (2001.10.14)
36. 神戸国際会館こくさいホール (2001.10.16)
37. 姫路市文化センター (2001.10.17)
38. 和歌山県民文化会館大ホール (2001.10.20)
39. なら100年会館 (2001.10.21)
40. Zepp Osaka (2001.10.23)
41. Zepp Osaka (2001.10.24)
42. 武庫川女子大学 (2001.10.26)
43. 赤坂BLITZ (2001.10.30)
44. 赤坂BLITZ (2001.10.31)
45. 青山学院大学・記念館 (2001.11.02)
46. 茨城県立県民文化センター (2001.11.05)
47. 大宮ソニックシティ (2001.11.06)
48. よこすか芸術劇場 (2001.11.08)
49. 長野県松本文化会館 (2001.11.10)
50. 長野県県民文化会館 (2001.11.11)
51. 新潟県民会館 (2001.11.13)
52. 新潟県民会館 (2001.11.14)
53. 長岡市立劇場 (2001.11.16)
54. 富山オーバード・ホール (2001.11.18)
55. 金沢市観光会館 (2001.11.20)
56. 福井フェニックス・プラザ (2001.11.21)
57. 豊田市民文化会館大ホール (2001.11.23)
58. 三重県文化会館大ホール (2001.11.25)
59. 長良川国際会議場 (2001.11.26)
60. アクトシティ浜松大ホール (2001.11.28)
61. 沼津市民文化センター大ホール (2001.11.29)
62. 市川市文化会館 (2001.12.03)
63. 鳥取県立県民文化会館梨花ホール (2001.12.06)
64. ふくやま芸術文化ホールリーデンホール (2001.12.07)
65. 徳山市文化会館 (2001.12.09)
66. 下関市民会館 (2001.12.10)
67. 島根県民会館 (2001.12.12)
68. 倉敷市民会館 (2001.12.13)
69. 高知県民文化ホール (2001.12.15)
70. 高知県民文化ホール (2001.12.16)
71. 香川県民ホール (2001.12.18)
72. 徳島市立文化センター (2001.12.19)
73. 松山市民会館・大ホール (2001.12.21)
74. 宇和町文化会館 (2001.12.22)
75. 神奈川県民ホール (2001.12.26)
76. 大阪フェスティバルホール (2002.01.08)
77. 大阪フェスティバルホール (2002.01.09)
78. 名古屋国際会議場センチュリーホール (2002.01.11)
79. 名古屋国際会議場センチュリーホール (2002.01.12)
80. 渋谷公会堂 (2002.01.16)
81. 渋谷公会堂 (2002.01.17)
82. 広島厚生年金会館 (2002.01.19)
83. 広島厚生年金会館 (2002.01.20)
84. 福岡サンパレス (2002.01.22)
85. 福岡サンパレス (2002.01.23)
86. 仙台サンプラザホール (2002.01.30)
87. 仙台サンプラザホール (2002.01.31)
88. 北海道厚生年金会館 (2002.02.02)
89. 北海道厚生年金会館 (2002.02.03)